# Macrocilix
Macrocilix là một chi bướm đêm thuộc phân họ Drepaninae.

## Hình ảnh

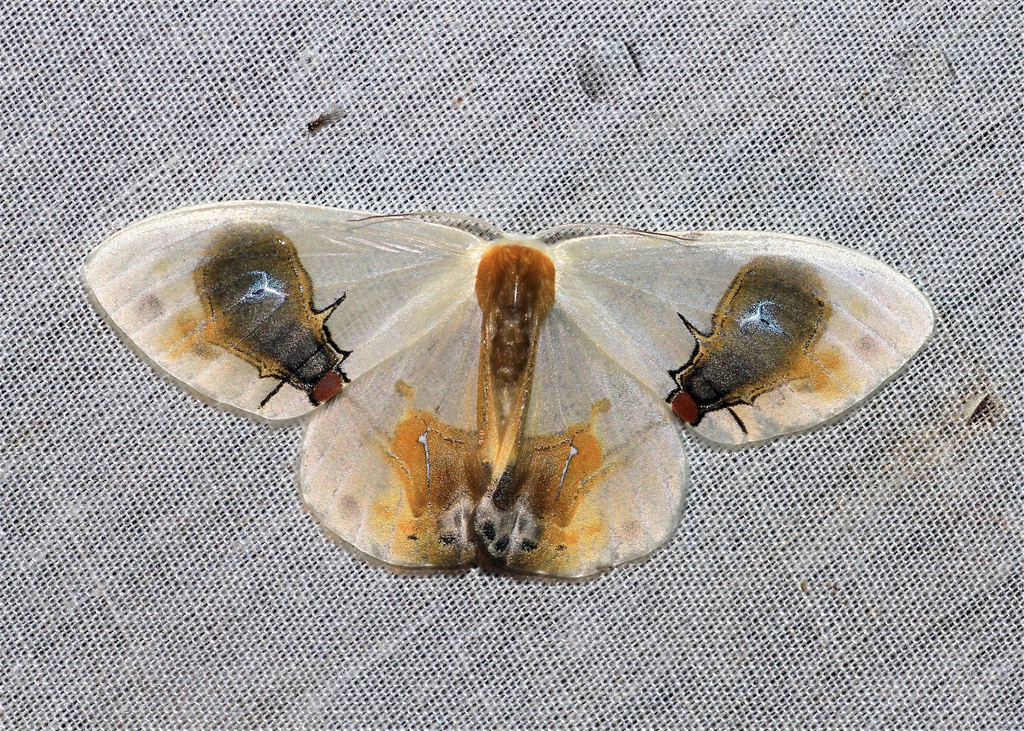

## Các loài
- Macrocilix mysticata